# Dipartimento di Goya
Goya è un dipartimento argentino, situato nella parte sud-occidentale della provincia di Corrientes, con capoluogo Goya.
Esso confina con i dipartimenti di Lavalle, Curuzú Cuatiá e Esquina, e con la provincia di Santa Fe.
Secondo il censimento del 2001, su un territorio di 4.678 km², la popolazione ammontava a 87.349 abitanti, con un aumento demografico del 10,72% rispetto al censimento del 1991.
Il dipartimento comprende 2 comuni: Goya e Colonia Carolina (quest'ultimo comune è stato istituito il 16 agosto 2007 e perciò non compare nei dati del censimento del 2001).